# Державна рада миру та розвитку
Державна рада миру та розвитку (бірм. နိုင်ငံတော် အေးချမ်းသာယာရေး နှင့် ဖွံ့ဖြိုးရေး ကောင်စီ) — офіційна назва військового уряду Бірми, який у 1997 році змінив Державну раду з відновлення правопорядку.
Складалася з 11 військових старших офіцерів, які володіли значно більшою владою, ніж міністри, які були молодшими офіцерами або цивільними. Виняток становив портфель міністра оборони, яким володів лідер хунти старший генерал Тан Шве.
Режим звинувачували в порушенні прав людини, зокрема рада скасувала результати виборів 1990 року та утримувала Аун Сан Су Чжі під домашнім арештом до 13 листопада 2010 року. Офіційно розпущена 30 березня 2011 року після інавгурації новообраного уряду на чолі з Тейном Сейном.